# 新塘街道 (广州市)
新塘街道，是中华人民共和国广东省广州市天河区下辖的一个乡镇级行政单位。

## 行政区划
新塘街道下辖以下地区：
新塘社区、新园社区、新景社区、迎宾社区、高塘社区、沐贤社区和云溪社区。

## 交通

### 地铁
█广州地铁21号线：天河智慧城站